# Lilla Skälsjön
Lilla Skälsjön är en sjö i Hylte kommun i Småland och ingår i Nissans huvudavrinningsområde. Sjön har en area på 0,146 kvadratkilometer och ligger 148 meter över havet.

## Delavrinningsområde
Lilla Skälsjön ingår i det delavrinningsområde (631589-135407) som SMHI kallar för Utloppet av Yasjön. Medelhöjden är 156 meter över havet och ytan är 17,53 kvadratkilometer. Räknas de 2 avrinningsområdena uppströms in blir den ackumulerade arean 61,22 kvadratkilometer. Yabergsån som avvattnar avrinningsområdet har biflödesordning 3, vilket innebär att vattnet flödar genom totalt 3 vattendrag innan det når havet efter 75 kilometer. Avrinningsområdet består mestadels av skog (65 procent). Avrinningsområdet har 3,23 kvadratkilometer vattenytor vilket ger det en sjöprocent på 18,4 procent.